# Poa paposana
Poa paposana là một loài cỏ trong họ hòa thảo, thuộc chi poa.